# Phan Như Nguyện
Phan Như Nguyện (sinh ngày 17 tháng 9 năm 1976) là chính trị gia nước Cộng hòa xã hội chủ nghĩa Việt Nam. Ông hiện là Ủy viên dự khuyết Ban Chấp hành Trung ương Đảng Cộng sản Việt Nam khóa XIII, Ủy viên Đảng đoàn, Phó Chủ tịch thường trực Ban Chấp hành Trung ương Hội Nông dân Việt Nam.
Ông nguyên là Ủy viên Ban Thường vụ Tỉnh ủy, Phó Bí thư Đảng đoàn, Phó Chủ tịch thường trực Hội đồng nhân dân tỉnh Bạc Liêu , Bí thư Thành ủy Bạc Liêu; Ủy viên Ban Cán sự Đảng, Phó Chủ tịch Ủy ban nhân dân tỉnh Bạc Liêu; Giám đốc Sở Tài chính tỉnh Bạc Liêu.
Phan Như Nguyện là Đảng viên Đảng Cộng sản Việt Nam, học vị Cử nhân Quản trị kinh doanh, Thạc sĩ Luật Kinh tế, Cao cấp lý luận chính trị. Ông là chính trị gia xuất phát từ Bạc Liêu, có hơn 20 năm công tác trong lĩnh vực tài chính, tiền tệ.

## Xuất thân và giáo dục
Phan Như Nguyện sinh ngày 17 tháng 9 năm 1976 tại xã Long Thạnh, huyện Vĩnh Lợi, tỉnh Minh Hải, Việt Nam, quê quán tại xã Minh Diệu, huyện Hòa Bình, tỉnh Bạc Liêu. Ông lớn lên và tốt nghiệp 12/12 tại quê nhà. Năm 1995, trong giai đoạn đầu của quá trình công tác, ông được cơ quan phân đi học nghiệp vụ tại Trung tâm Đại học tại chức Minh Hải, là đại học ngành tài chính kế toán do Trường Đại học Kinh tế Thành phố Hồ Chí Minh mở cơ sở tại tỉnh. Sau đó, ông theo học Trung tâm Giáo dục thường xuyên tỉnh Minh Hải, cơ sở của Trường Đại học Cần Thơ mở tại tỉnh, ngành kinh tế và tốt nghiệp Cử nhân chuyên ngành Quản trị kinh doanh năm 1999. Ông học cao học ngành luật, nhận bằng Thạc sĩ chuyên ngành Luật Kinh tế.
Ngày 22 tháng 3 năm 2002, Phan Như Nguyện được kết nạp Đảng Cộng sản Việt Nam, là đảng viên chính thức từ ngày 22 tháng 3 năm 2003. Trong quá trình hoạt động Đảng và Nhà nước, ông theo học các khóa tại Học viện Chính trị Quốc gia Hồ Chí Minh, nhận bằng Cao cấp lý luận chính trị. Nay, ông trú tại số 52, nay được chuyển thành số 303 đường Trần Huỳnh, Khóm 7, Phường 1, thành phố Bạc Liêu, tỉnh Bạc Liêu.

## Sự nghiệp

### Giai đoạn đầu
Tháng 7 năm 1994, sau khi tốt nghiệp trung học phổ thông, Phan Như Nguyện bắt đầu sự nghiệp của mình ở quê nhà Bạc Liêu, khi 18 tuổi. Ông nhận tuyển dụng vào Ủy ban nhân dân huyện Vĩnh Lợi, là Chuyên viên Phòng Tài chính – Kế hoạch, được phân công phụ trách ấn chỉ, thủ quỹ cơ quan. Thời gian này, học được phân công theo học tại chức để đạt trình độ đại học, đồng thời cũng được bầu làm Ủy viên Ban Thường vụ Đoàn trường Trung tâm Đại học tại chức tỉnh Minh Hải. Tháng 10 năm 1999, ông được điều chuyển sang làm Chuyên viên Phòng Quản lý tài chính doanh nghiệp, Sở Tài chính vật giá tỉnh Bạc Liêu, tách ra từ tỉnh Minh Hải cùng tỉnh Cà Mau. Sau đó, khi Sở Tài chính vật giá được tổ chức lại thành Sở Tài chính, ông được chuyển sang làm Chuyên viên Phòng Quản lý ngân sách, Sở Tài chính Bạc Liêu, đồng thời là Bí thư Chi đoàn cơ quan, Ủy viên Ban Chấp hành Đoàn khối cơ quan tỉnh Bạc Liêu.
Tháng 2 năm 2004, Phan Như Nguyện được bổ nhiệm làm Phó Trưởng phòng Quản lý ngân sách, Sở Tài chính, rồi thăng chức trưởng phòng vào năm 2007. Tháng 4 năm 2009, ông được bổ nhiệm làm Phó Giám đốc Sở Tài chính tỉnh Bạc Liêu, Phó Bí thư Chi bộ sở. Tháng 8 năm 2010, tại Đại hội Đảng bộ tỉnh Bạc Liêu lần thứ 14, ông được bầu làm Ủy viên Ban Chấp hành Đảng bộ Bạc Liêu khóa XIV, nhiệm kỳ 2010 – 2015. Sau đó, được bổ nhiệm làm Bí thư Đảng ủy, Giám đốc Sở Tài chính tỉnh Bạc Liêu từ tháng 11 năm 2010. Tính đến năm 2015, ông có hơn 15 năm sự nghiệp công tác ở cơ quan tài chính, từ chuyên viên cho đến giám đốc sở. Ông cũng là Đại biểu Hội đồng nhân dân tỉnh Bạc Liêu xuyên suốt ba nhiệm kỳ từ 2011.

### Bạc Liêu
Tháng 10 năm 2015, tại Đại hội Đảng bộ tỉnh Bạc Liêu lần thứ 15, Phan Như Nguyện tái đắc cử là Tỉnh ủy viên, được bầu vào Ban Thường vụ Tỉnh ủy. Tỉnh ủy Bạc Liêu điều ông vào Ban Cán sự Đảng Ủy ban nhân dân tỉnh. Sau đó, ngày 10 tháng 12 năm 2015, Hội đồng nhân dân tỉnh Bạc Liêu khóa VIII đã bầu ông làm Phó Chủ tịch Ủy ban nhân dân tỉnh, được Thủ tướng Nguyễn Tấn Dũng ra quyết định phê chuẩn chức vụ. Ngày 5 tháng 4 năm 2018, Tỉnh ủy Bạc Liêu điều động ông nhậm chức Bí thư Thành ủy thành phố tỉnh lỵ Bạc Liêu, miễn nhiệm vị trí Phó Chủ tịch Ủy ban nhân dân tỉnh vào ngày 20 tháng 4. Tháng 10 năm 2020, tại Đại hội Đảng bộ tỉnh Bạc Liêu lần thứ 16, ông tái đắc cử Ủy viên Ban Thường vụ Tỉnh ủy, được phân công làm Phó Bí thư Đảng đoàn và được bầu làm Phó Chủ tịch Hội đồng nhân dân tỉnh Bạc Liêu từ ngày 20 tháng 12. Tháng 1 năm 2021, Phan Như Nguyện là đại biểu tại Đại hội Đại biểu toàn quốc Đảng Cộng sản Việt Nam lần thứ 13 và được bầu làm Ủy viên dự khuyết Ban Chấp hành Trung ương Đảng Cộng sản Việt Nam khóa XIII, nhiệm kỳ 2021 – 2026 vào ngày 30 tháng 1. Ông tiếp tục được bầu là Phó Chủ tịch Hội đồng nhân dân tỉnh Bạc Liêu khóa X tại kỳ họp thứ nhất nhiệm kỳ 2021 – 2016 vào tháng 30 tháng 6 năm 2021.

### Hội Nông dân Việt Nam
Ngày 18 tháng 7 năm 2024, Trung ương Hội Nông dân Việt Nam tổ chức Hội nghị công bố Quyết định của Bộ Chính trị về công tác cán bộ. Theo quyết định, ông thôi tham gia Ban Chấp hành, Ban Thường vụ Tỉnh uỷ Bạc Liêu nhiệm kỳ 2020 - 2025; điều động, chỉ định tham gia Đảng đoàn Hội Nông dân Việt Nam khoá VIII, nhiệm kỳ 2023 – 2028.
Ngày 19 tháng 7 năm 2024, Ban Chấp hành Trung ương Hội Nông dân Việt Nam tổ chức Hội nghị lần thứ 3, khoá VIII (nhiệm kỳ 2023 - 2028). Tại Hội nghị, Ban Chấp hành Trung ương Hội Nông dân Việt Nam khoá VIII đã thống nhất bầu ông Phan Như Nguyện, Ủy viên dự khuyết Ban Chấp hành Trung ương Đảng, Ủy viên Đảng đoàn Hội Nông dân Việt Nam khoá VIII giữ chức Phó Chủ tịch Ban Chấp hành Trung ương Hội.